# Tete Des Morts Township
Die Tete Des Morts Township ist eine von 18 Townships im Jackson County im Osten des US-amerikanischen Bundesstaates Iowa. Das U.S. Census Bureau hat bei der Volkszählung 2020 eine Einwohnerzahl von 1013 ermittelt.

## Geografie
Die Tete Des Morts Township liegt im Osten von Iowa am Westufer des Mississippi, der die Grenze zu Illinois bildet. Die Grenze zu Wisconsin befindet sich rund 20 km nördlich.
Die Tete Des Morts Township liegt auf 42°20′56″ nördlicher Breite und 90°29′09″ westlicher Länge und erstreckt sich über 89,6 km², die sich auf 83,9 km² Land- und 5,7 km² Wasserfläche verteilen.
Die Tete Des Morts Township liegt im äußersten Norden des Jackson County und grenzt im Norden an das Dubuque County und getrennt durch den Mississippi im Osten und Nordosten an das Jo Daviess County in Illinois. Innerhalb des Jackson County grenzt die Tete Des Morts Township im Süden an die Bellevue Township, im Südwesten an die Richland Township und im Westen an die Prairie Springs Township.

## Namensherkunft
Die Township wurde nach dem Fluss Tete des Morts Creek, ein Nebenfluss des Mississippi, benannt. Der aus dem Französischen stammende Name bedeutet wörtlich „Kopf der Toten“. Er  bezieht sich auf die Legende einer Schlacht mit vielen Toten zwischen zwei Stämmen in einem Tal.

## Verkehr
Durch die Tete Des Morts Township führt entlang des Mississippi der an dieser Stelle den Iowa-Abschnitt der Great River Road bildende U.S. Highway 52. Alle weiteren Straßen sind County Roads sowie weiter untergeordnete und zum Teil unbefestigte Fahrwege.
Durch die Bellevue Township führt eine entlang des Mississippi verlaufende Eisenbahnlinie der Canadian National Railway.
Der nächstgelegene Flughafen ist der rund 25 km nordwestlich der Township gelegene Dubuque Regional Airport.

## Bevölkerung
Bei der Volkszählung im Jahr 2010 hatte die Township 941 Einwohner. Neben Streubesiedlung existiert in der Tete Des Morts Township mit Saint Donatus (mit dem Status „City“) eine selbstständige Gemeinde.